# 蒲池大隅
今村大隅（いまむら おおすみ）は、南北朝時代から室町時代にかけての武将で、筑後国を拠点とした武家、**蒲池氏の分家（庶流）**の祖です。

### 生涯と功績
- 出自: 蒲池氏第11代当主、蒲池義久（かまち よしひさ）の次男として生まれました。
- 今村氏の成立: 蒲池氏の一族が筑後国内に勢力を広げる中で、義久の次男である大隅が今村という姓を名乗り、現在の福岡県みやま市にある宮園城の城主となりました。これが筑後今村氏の始まりです。

このように、今村大隅は、有力な国人領主であった蒲池氏の一族として、今村氏という新たな家系を築き、筑後国の歴史にその名を刻みました。彼の末裔は、戦国時代を経て、江戸時代には柳川藩士として立花家に仕え、その家系を存続させました。

### 筑後今村氏
筑後今村氏は、鎌倉時代から続く名門・筑後宇都宮氏の一族であり、特に蒲池氏の庶流（分家）にあたるとされています。
筑後太守であった蒲池義久の次男・蒲池大隅が「今村氏」を名乗り、筑後宮園城（現在の福岡県みやま市）の城主となりました。今村氏はその後も筑後国に留まり、江戸時代末期には柳川藩に仕官するなど、この地で代々続いています。
筑後今村氏は、筑後宇都宮氏族で蒲池氏の庶流である。筑後太守蒲池義久の次男蒲池大隅が今村氏を名乗り今村大隅より筑後宮園城城主となる。 筑後宇都宮氏系図によれば、
```
宇都宮貞泰
━
宇都宮貞久
━
宇都宮懐久
━
蒲池久憲
━
蒲池義久
━
蒲池大隅
(今村)━今村瀬兵衛━今村薩摩━今村覚盤
```

筑後宇都宮氏（ちくごうつのみやし）は、下野国（現在の栃木県）を本拠とした名門・宇都宮氏の庶流で、南北朝時代に筑後国（現在の福岡県南部）に下向し、この地で勢力を築いた武家です。